# Longuenesse
Longuenesse (en neerlandès Langenesse) és un municipi francès, situat al departament del Pas de Calais i a la regió dels Alts de França. L'any 2007 tenia 11.120 habitants.

## Demografia

### Població
El 2007 la població de fet de Longuenesse era d'11.120 persones. Hi havia 4.241 famílies de les quals 1.244 eren unipersonals (417 homes vivint sols i 827 dones vivint soles), 1.203 parelles sense fills, 1.279 parelles amb fills i 515 famílies monoparentals amb fills.
La població ha evolucionat segons el següent gràfic:
Habitants censats

### Habitatges
El 2007 hi havia 4.504 habitatges, 4.315 eren l'habitatge principal de la família, 18 eren segones residències i 171 estaven desocupats. 2.891 eren cases i 1.609 eren apartaments. Dels 4.315 habitatges principals, 2.321 estaven ocupats pels seus propietaris, 1.905 estaven llogats i ocupats pels llogaters i 89 estaven cedits a títol gratuït; 131 tenien una cambra, 271 en tenien dues, 571 en tenien tres, 924 en tenien quatre i 2.418 en tenien cinc o més. 2.914 habitatges disposaven pel capbaix d'una plaça de pàrquing. A 2.365 habitatges hi havia un automòbil i a 1.117 n'hi havia dos o més.

### Piràmide de població
La piràmide de població per edats i sexe el 2009 era:
| Homes | Edats   | Dones |
| ----- | ------- | ----- |
| 0     | 95 o +  | 8     |
| 8     | 90 a 94 | 4     |
| 24    | 85 a 89 | 40    |
| 12    | 80 a 84 | 44    |
| 104   | 75 a 79 | 108   |
| 144   | 70 a 74 | 184   |
| 172   | 65 a 69 | 256   |
| 212   | 60 a 64 | 248   |
| 264   | 55 a 59 | 236   |
| 396   | 50 a 54 | 400   |
| 488   | 45 a 49 | 492   |
| 508   | 40 a 44 | 488   |
| 432   | 35 a 39 | 368   |
| 484   | 30 a 34 | 440   |
| 676   | 25 a 29 | 504   |
| 712   | 20 a 24 | 400   |
| 596   | 15 a 19 | 504   |
| 512   | 10 a 14 | 512   |
| 416   | 5 a 9   | 432   |
| 388   | 0 a 4   | 324   |

## Economia
El 2007 la població en edat de treballar era de 7.597 persones, 4.395 eren actives i 3.202 eren inactives. De les 4.395 persones actives 3.618 estaven ocupades (1.975 homes i 1.643 dones) i 778 estaven aturades (334 homes i 444 dones). De les 3.202 persones inactives 826 estaven jubilades, 780 estaven estudiant i 1.596 estaven classificades com a «altres inactius».

### Ingressos
El 2009 a Longuenesse hi havia 4.276 unitats fiscals que integraven 10.542 persones, la mediana anual d'ingressos fiscals per persona era de 14.333 €.

### Activitats econòmiques
Dels 341 establiments que hi havia el 2007, 8 eren d'empreses extractives, 6 d'empreses alimentàries, 3 d'empreses de fabricació de material elèctric, 12 d'empreses de fabricació d'altres productes industrials, 33 d'empreses de construcció, 129 d'empreses de comerç i reparació d'automòbils, 9 d'empreses de transport, 12 d'empreses d'hostatgeria i restauració, 1 d'una empresa d'informació i comunicació, 14 d'empreses financeres, 17 d'empreses immobiliàries, 30 d'empreses de serveis, 44 d'entitats de l'administració pública i 23 d'empreses classificades com a «altres activitats de serveis».
Dels 72 establiments de servei als particulars que hi havia el 2009, 1 era una oficina d'administració d'Hisenda pública, 1 oficina del servei públic d'ocupació, 1 gendarmeria, 1 oficina de correu, 2 oficines bancàries, 5 tallers de reparació d'automòbils i de material agrícola, 3 autoescoles, 4 paletes, 5 guixaires pintors, 6 fusteries, 4 lampisteries, 2 electricistes, 3 empreses de construcció, 15 perruqueries, 3 veterinaris, 1 agència de treball temporal, 7 restaurants, 6 agències immobiliàries, 1 tintoreria i 1 saló de bellesa.
Dels 47 establiments comercials que hi havia el 2009, 1 era, 1 un hipermercat, 1 un supermercat, 1 una botiga de més de 120 m², 3 fleques, 2 carnisseries, 1 una carnisseria, 1 una botiga de congelats, 14 botigues de roba, 5 sabateries, 2 botigues d'electrodomèstics, 2 botigues de mobles, 3 botigues de material esportiu, 1 una botiga de material esportiu, 1 una botiga de material de revestiment de parets i terra, 1 un drogueria, 4 joieries i 3 floristeries.
L'any 2000 a Longuenesse hi havia 11 explotacions agrícoles que ocupaven un total de 200 hectàrees.

## Equipaments sanitaris i escolars
El 2009 hi havia 1 centre de salut i 5 farmàcies.
El 2009 hi havia 2 escoles maternals i 6 escoles elementals. A Longuenesse hi havia 2 col·legis d'educació secundària i 2 liceus d'ensenyament general. Als col·legis d'educació secundària hi havia 836 alumnes i als liceus d'ensenyament general 1.389.
Longuenesse disposava d'un centre de formació no universitària superior de comerç. Disposava de 3 centres universitaris, dels quals 1 era un institut universitari, 1 una escola d'enginyers i 1 un centre d'altres ensenyaments superiors.

## Patrimoni i monuments

### Llocs i monuments
A l'inventaria general de patrimoni hi ha inscrits els següents llocs:
- Râperie Frédéric Platiau, construïda entre finals del segle xix i inicis del segle xx.
- La central elèctrica.
- La Capella de Sainte-Catherine, construïda entre el 1983 i el 1987.
- La Capella de Sainte-Croix, construïda al tercer quart del segle xx.
- El parc de l'antiga abadia, actualment jardí públic.

### Patrimoni religiós
- Els tres principals llocs de cultes són l'església de Saint-Quentin, Sainte-Catherine i la capella de Sainte-Croix.
- Capella Maris Stella

### Patrimoni commemoratiu
- Monument comunal a les morts: commemora els morts de les dues guerres mundials i de la guerra d'Argèlia.
- El monument als morts de la parròquia, dins l'església, que commemora els morts de la Primera Guerra Mundial.
- Cementiri militar de la Commonwealth.

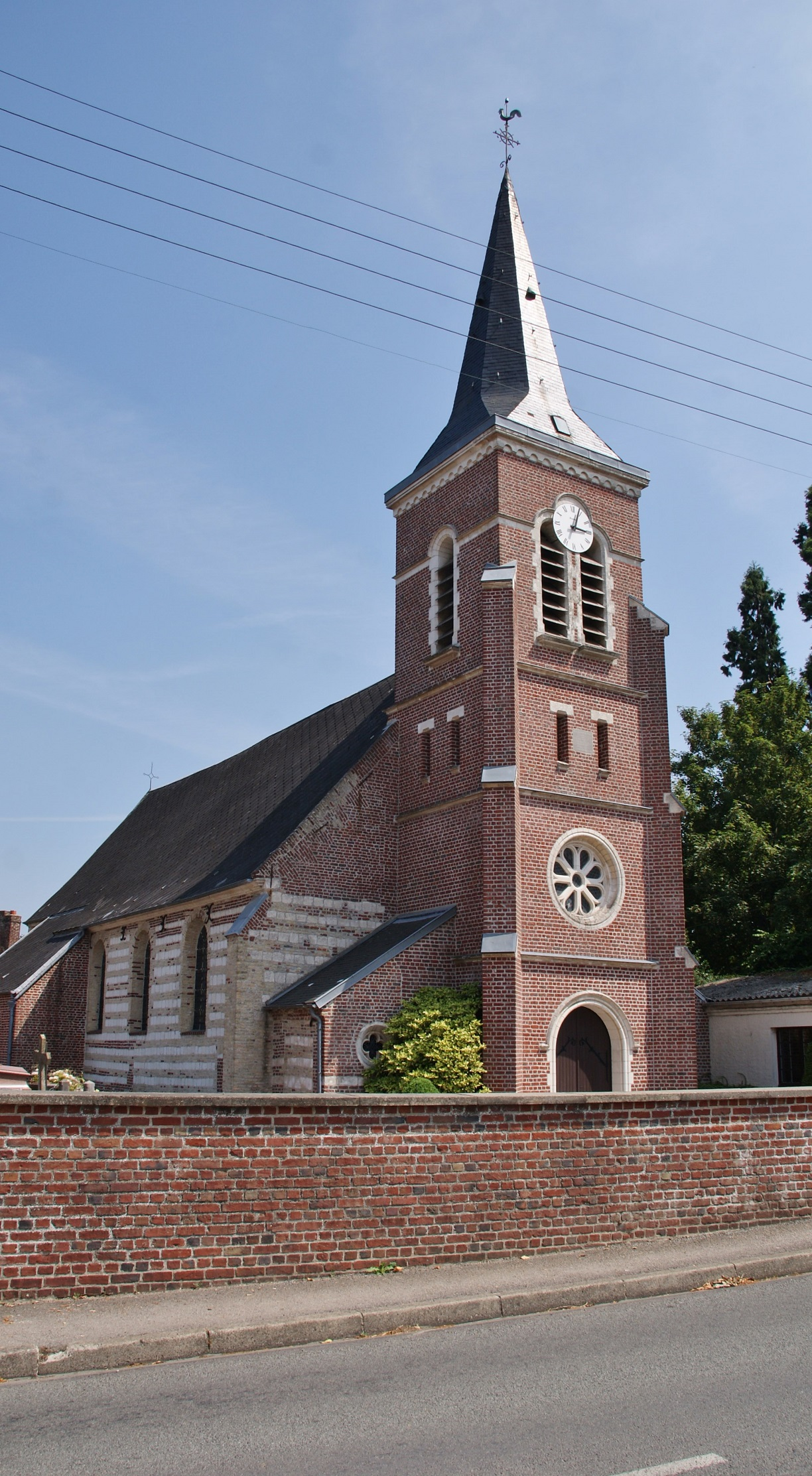
Església de Saint-Quentin
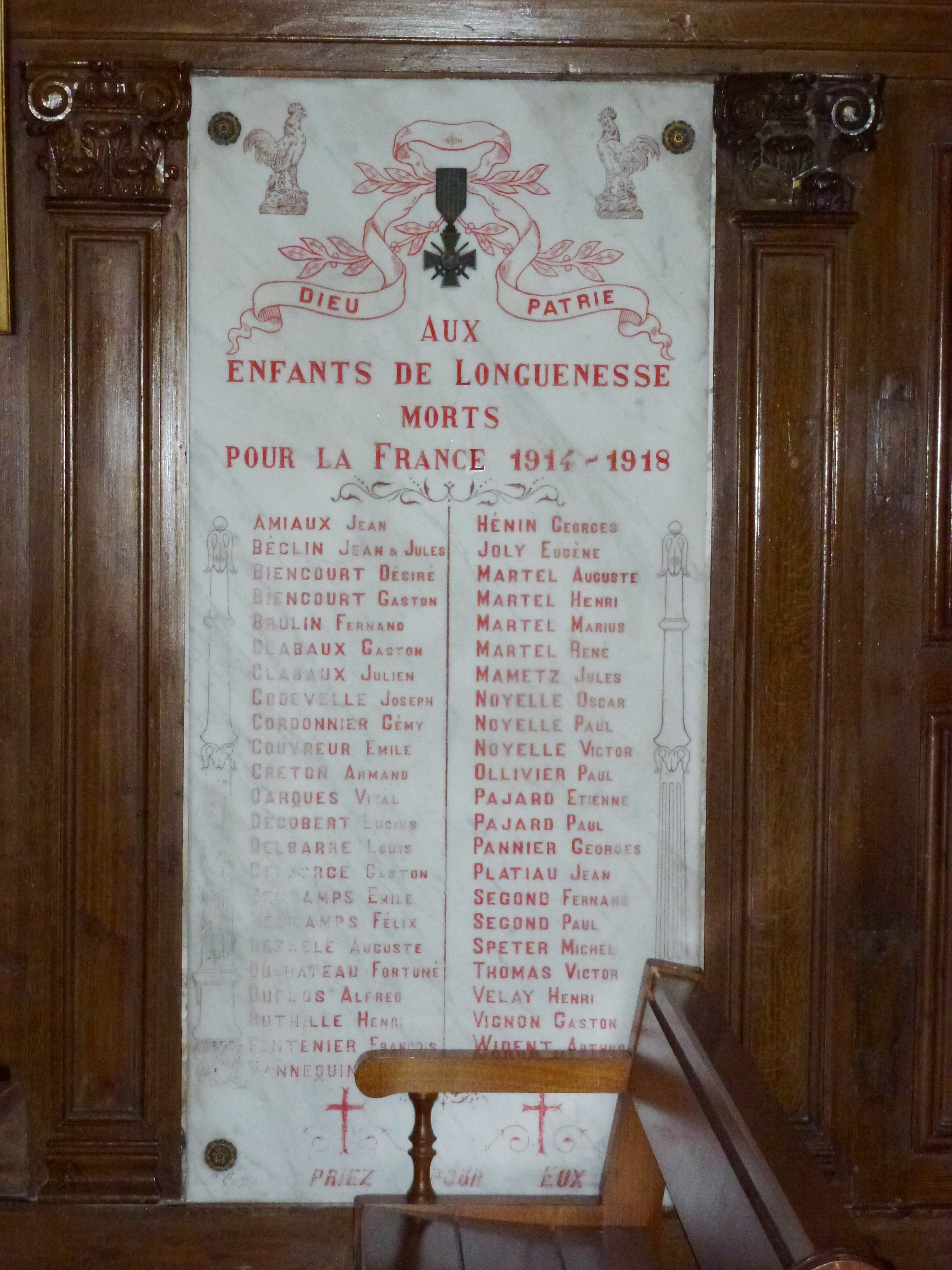
Placa dels morts de la Primera Guerra Mundial de l'església.
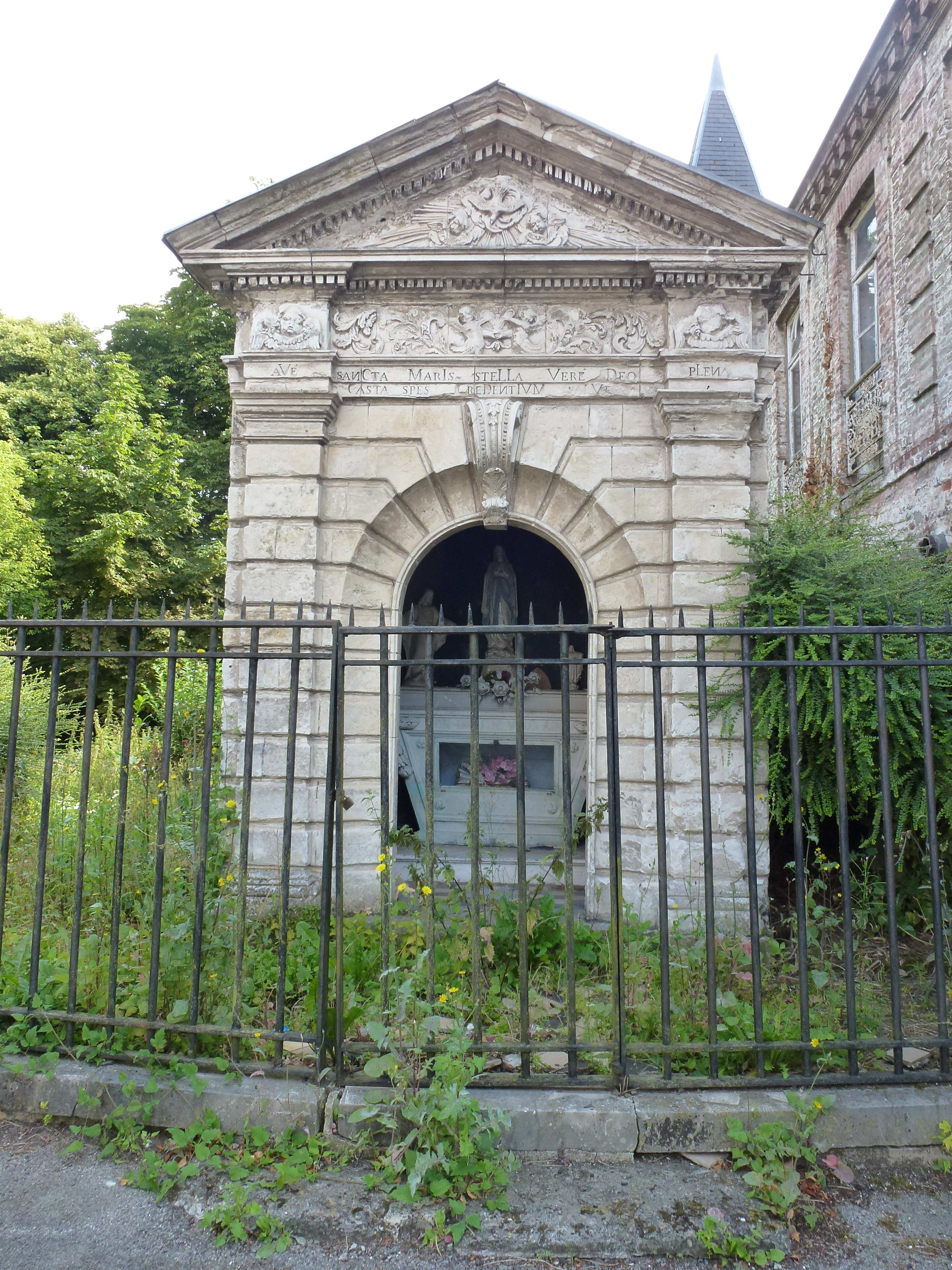
Capella Maris Stella

## Poblacions més properes
El següent diagrama mostra les poblacions més properes.